# Réserve naturelle de Calafuria
La Réserve naturelle de Calafuria (en italien : Riserva naturale Calafuria) est une zone naturelle protégée située sur la commune de Livourne, dans  la province de Livourne en Toscane. Elle se trouve sur le front de mer de Livourne (Lungomare di Livorno (it)), entre Antignano et le hameau de Quercianella (it),.

## Territoire
La réserve naturelle, d'une superficie de 116 ha, peut être explorée grâce à un sentier « épine dorsale », qui correspond en partie au sentier 5. Celui-ci relie la partie la plus basse, sur les rives du Rio Maroccone (it), au sommet d'Il Montaccio (270 m d'altitude), le plus haut point de la réserve. Cependant, il existe de nombreux autres sentiers, signalés par divers panneaux tout au long du parcours, ainsi que de nombreuses places panoramiques.

## Faune
La faune est commune à celle typique vivant sur toute la bande de la côte de la Mer Tyrrhénienne. Nombreux sont les sangliers, les renards, les fouines, les porc-épics, les hérissons. L'avifaune est typique du maquis méditerranéen. La zone est une zone de passage migratoire importante notamment pour le pigeon ramier et la grive musicienne. Dans la tour de Calafuria se trouve le seul site d'hivernage connu en Italie du martinet pâle.

## Flore
La flore est typiquement méditerranéenne. Au fond de la vallée du Rio Maroccone se trouve une petite forêt de chêne vert, unique en son genre car elle a survécu à l'incendie désastreux de 1990 qui a touché des centaines d'hectares de forêt. Plus haut, sur la crête d'Il Montaccio et près du Monte Telegrafo (150 m d'altitude), se trouvent de nombreux genêts entrecoupés de rares pins maritimes et de pins d'Alep.

## Galerie

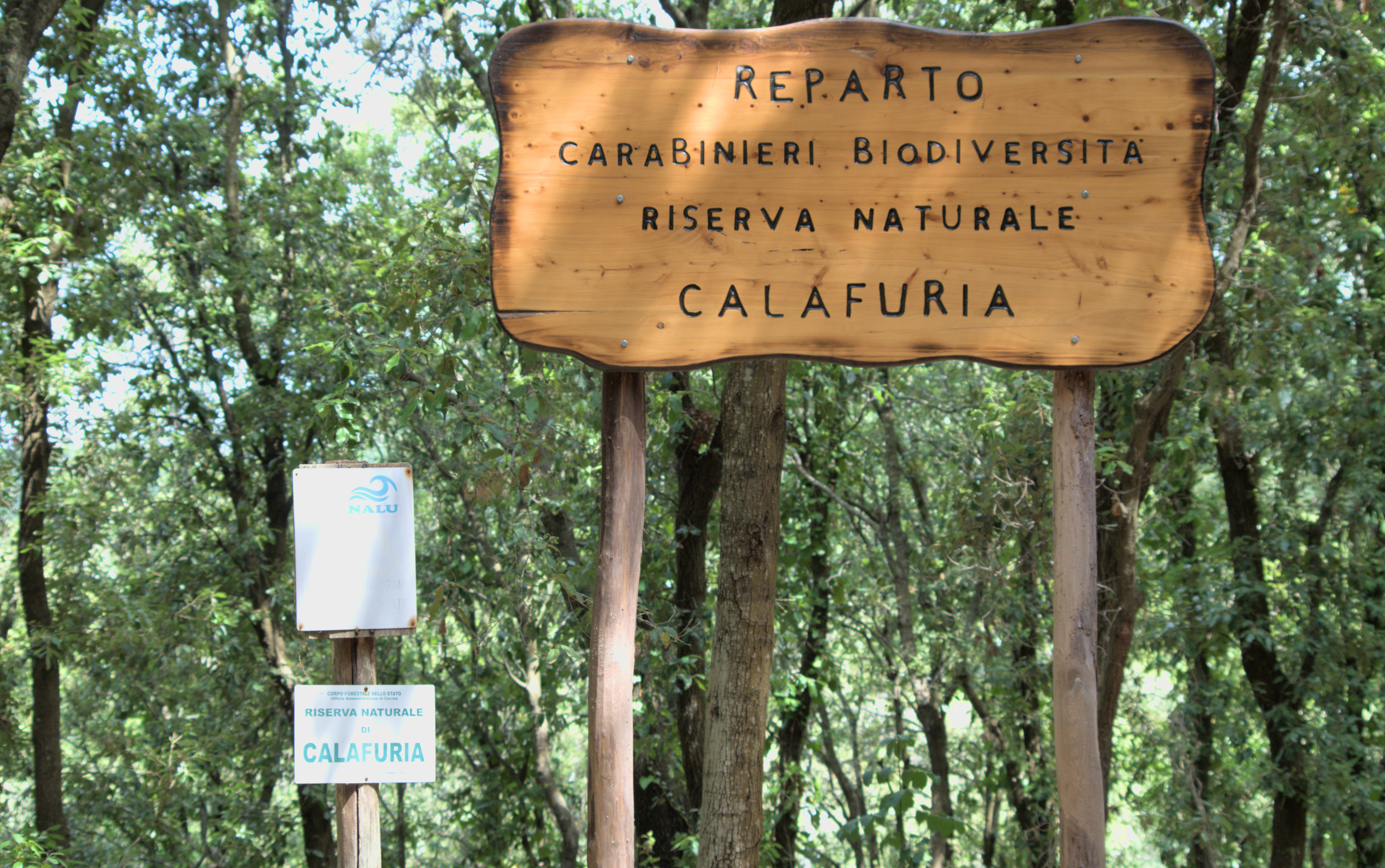
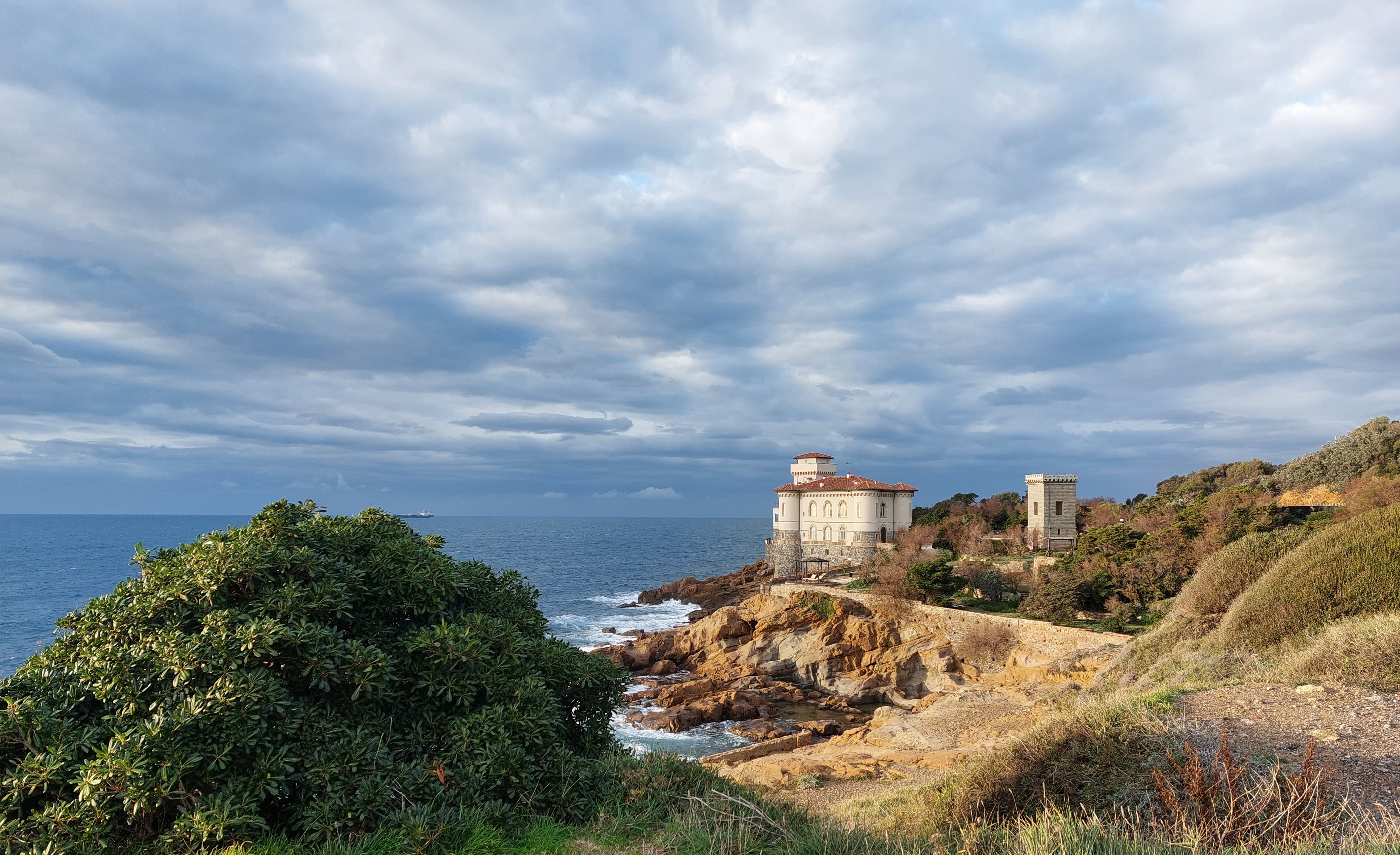
Château de Boccale